# Chirothecia soaresi
Chirothecia soaresi är en spindelart som beskrevs av Bauab Vianna 1980. Chirothecia soaresi ingår i släktet Chirothecia och familjen hoppspindlar. Inga underarter finns listade i Catalogue of Life.